# Хижі гриби

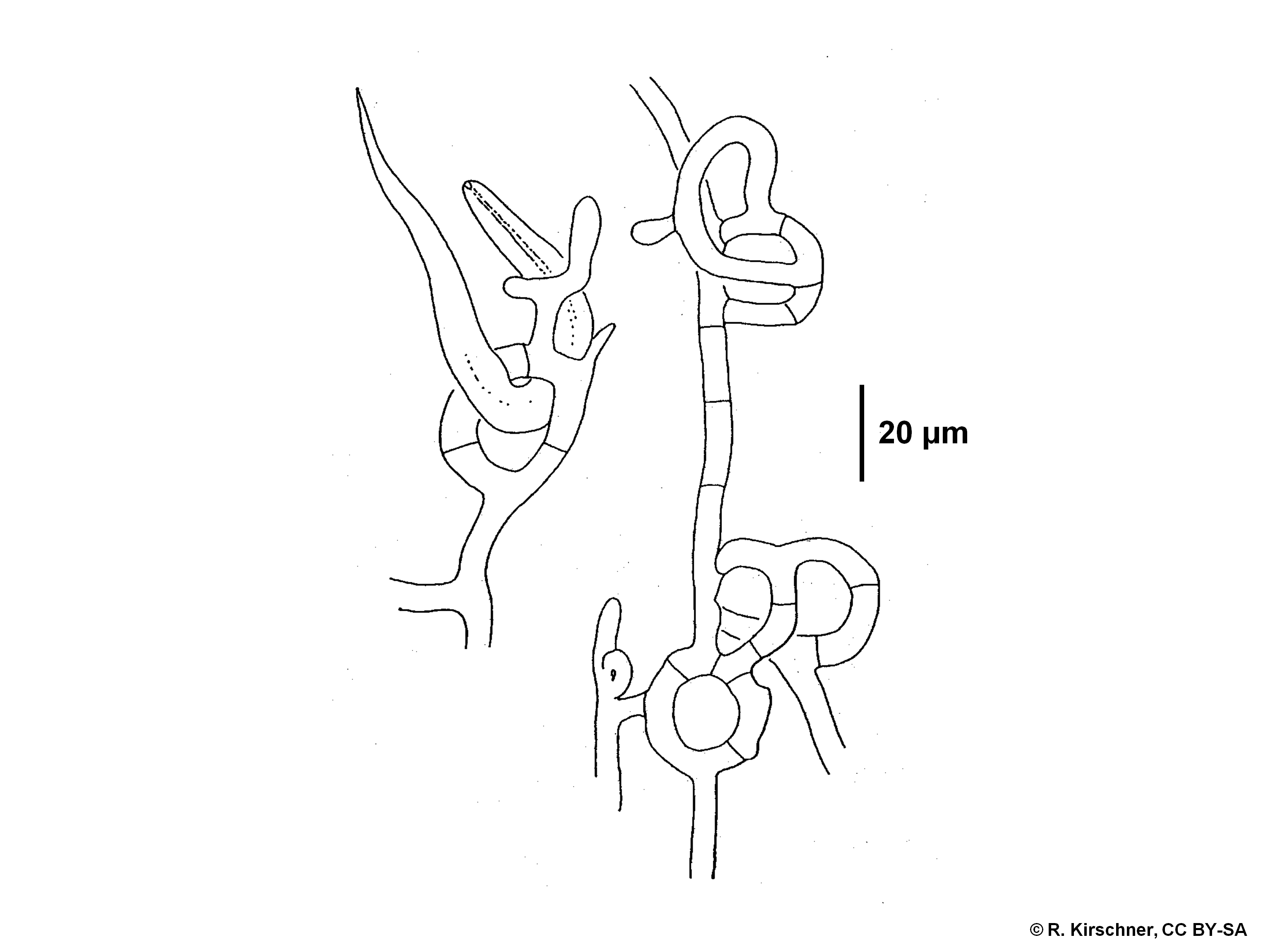
Ловча мережа грибка роду Arthrobotrys, за допомогою якої він ловить нематод

Хижі гриби — нетаксономічна група грибів, міцелій яких має структури для уловлювання і харчування мікроскопічними (рідше більш великими) тваринами. Явище хижацтва виникало у грибів неодноразово, відомо близько 200 сучасних хижих видів, що належать до відділів зигоміцетів, аскоміцетів і базидіоміцетів. Не слід плутати хижих грибів з грибами-паразитоїдами, зокрема представниками роду кордицепсів (Cordyceps).
В палеонтологічному літописі представлені бідно. Відомі викопні залишки (одноклітинні ловчі кільця) з бурштину віком 100 млн років (крейдяний період, пізній альб); крім того, хижі гриби були виявлені в мексиканському бурштині віком 30 млн років (олігоцен—міоцен).

## Історія вивчення
Російські дослідники М. С. Воронін (1869 рік) та Н. В. Сорокін (1881 рік) виявили, що деякі ґрунтові гриби утворюють на своєму міцелії кільця. У 1888 році німецький вчений Ф. В. Цопф встановив, що вони служать для лову й умертвіння нематод. У грибів для лову жертв є петлі, головки, крапельки клеїть речовини тощо. Як тільки нематода потрапляє в кільце або петлю, то відразу починає чинити опір, намагаючись звільнитися. Чим активніше рухи, тим в більшу кількість кілець і петель потрапляє хробак. Години через дві його рухи сповільнюються і припиняються. Від гриба до нематоди відходить росток, розширений кінець якого називають «інфекційним бульбусом». Він впроваджується в тіло хробака і там швидко розростається, поки гіфи не заповнюють всю порожнину тіла тварини. Приблизно через добу від нематоди залишається лише шкірка.

## Приклади
У представників поширеного по всьому світу роду Dactylaria нитки грибниці утворюють вирости у вигляді кілець з трьох реагуючих на дотик клітин. Якщо в таку петлю випадково поткнеться нематода, вони за десяту частку секунди вздуваються в три рази й так туго перетягують жертву, що вона гине. Тоді нитки гриба проростають всередину жертви й перетравлюють її.
Деякі гриби полюють у воді. Вид Zoophagus tentaculum добуває в ставках амеб, коллембол, коловерток, нематод та інших мікроскопічних тварин. Гриб утворює короткі вирости, що служать приманкою. Варто тварині схопити її, як вона опиняється на гачку, який потім перетравлює жертву і висмоктує її зсередини.

## Прикладне значення
Для боротьби з нематодами при вирощуванні овочевих культур та печериць були розроблені методи застосування біопрепаратів (попередня назва — «нематофагоцид»), що представляють собою масу міцелію і спор у поєднанні з живильними субстратами: кукурудзяною січкою, соломисто-гнойовим компостом і гранулами, сумішшю торфу з соломою, соняшниковим лушпинням тощо. Біопрепарат отримують у два етапи. Спочатку на зерні або живильному середовищі з додаванням агар-агару в колбах вирощується маткова культура. Потім її використовують для засіву субстрату у 2—3-літрових скляних банках.
Наприклад, при вирощуванні огірків висушений біопрепарат соломисто-гнойового компосту вноситься двічі по 300 г/м² (при низькій вологості, наприклад, 58—60 % доза збільшується втричі). Перед посівом насіння біопрепарат рівномірно розподіляють по поверхні яку потім перекопують на 15—20 см. При повторному внесенні (через 15—35 днів) біопрепарат закладають в ґрунт на глибину 10—15 см. В тій же дозі суміш компосту і гриба можна застосовувати при підгортанні, тобто засипанні нижньої частини стебла. Цей прийом стимулює утворення додаткових коренів і продовжує термін життя рослини.
Якщо препарат готують на соняшниковому лушпинні, технологія внесення в ґрунт інша: перший раз вносять за два тижні до посадки розсади в дозі 100—150 г/м², другий — 5—10 г в лунці під час посадки. Можна вносити біопрепарат і під рослини, що розвиваються. В цьому випадку його закладають в борозни з розрахунку 100—150 г/м².
За даними Всесоюзного інституту гельминтологии їм. К. І. Скрябіна, збереження врожаю огірків при цьому біометоді може досягати 100 %. При одноразовому внесенні біопрепарату на соняшниковому лушпинні за два тижні до висадки рослин ураженість галловими нематодами, за даними ВНДІ біологічних методів захисту рослин, знижувалася на 30—35 %, при тривалому внесенні під розсаду — до 30 %. Відповідно знижувалася й інтенсивність ураження кореневої системи.
У випадку з печерицями біопрепарат, вирощений на соломисто-гнойовому компості й що має вологість 58—60 %, використовують в дозі 300 г/м². Спочатку в лунку вносять біопрепарат, а зверху посівний міцелій печериць в тій же дозі. Застосування хижих грибів при вирощуванні печериць підвищувало врожайність плодових тіл у середньому на 33 %.